# 大井川鉄道スロフ1形客車
大井川鉄道スロフ1形客車（おおいがわてつどうスロフ1がたきゃくしゃ）は、かつて大井川鉄道（現・大井川鐵道）が所有していた井川線用の客車。

## 概要
中部電力専用鉄道時代に製造された車両である。1953年（昭和28年）に帝國車輛工業で2両が製造され、1954年（昭和29年）年4月に竣工した。来客用として製造され、作業員輸送用のスハフ1形と区別するため、車両称号は一等車扱いで「スロフ」となった。
車体は小窓が7つ並び、乗降用扉は側面向かって右端に折戸が配置されている。両側面とも同じ割付になっているため、点対称の扉配置となる。車内は8人がけのロングシートが通路を挟んで両側にあり、定員は立席なしで16名となっている。全長7,300 mm・全高2,600 mm・車体幅1,830 mm・自重6.5 tという、国鉄の2軸貨車並みの小型車ながら、ボギー車となっている。
定員が少ないため、次第に予備車として使用されるようになり、1990年（平成2年）10月30日付で廃車。廃車後は2両とも新金谷駅前の「プラザロコ」で静態保存されており、車内への立ち入りも可能である。

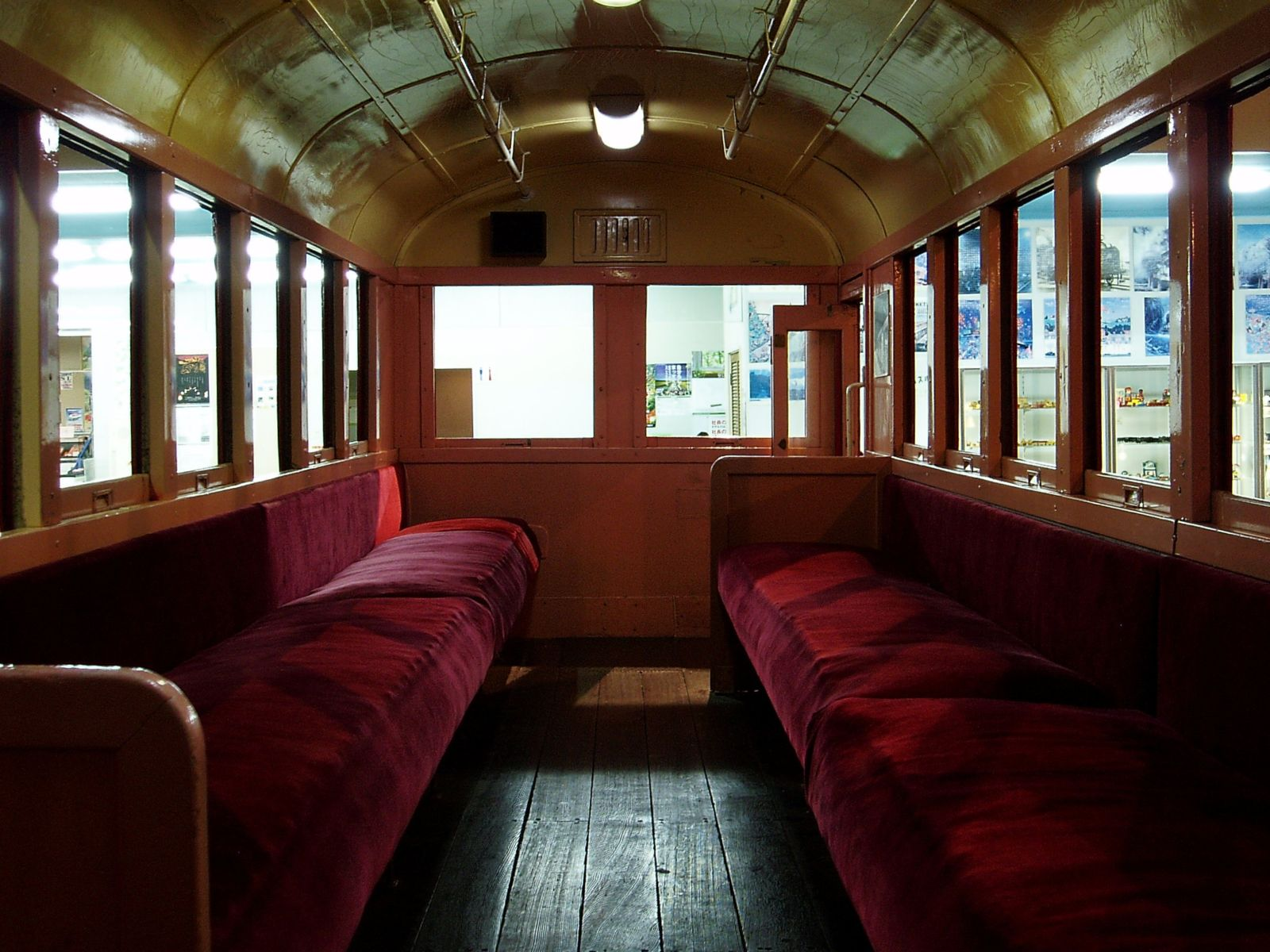
スロフ1形の車内

## 注記
1. ↑  参考までに、2軸貨車の国鉄ワム80000形貨車は全長9,650 mm・全高3,703 mm・車体幅2,882 mm・自重11.3 t。